# La Dune Rose

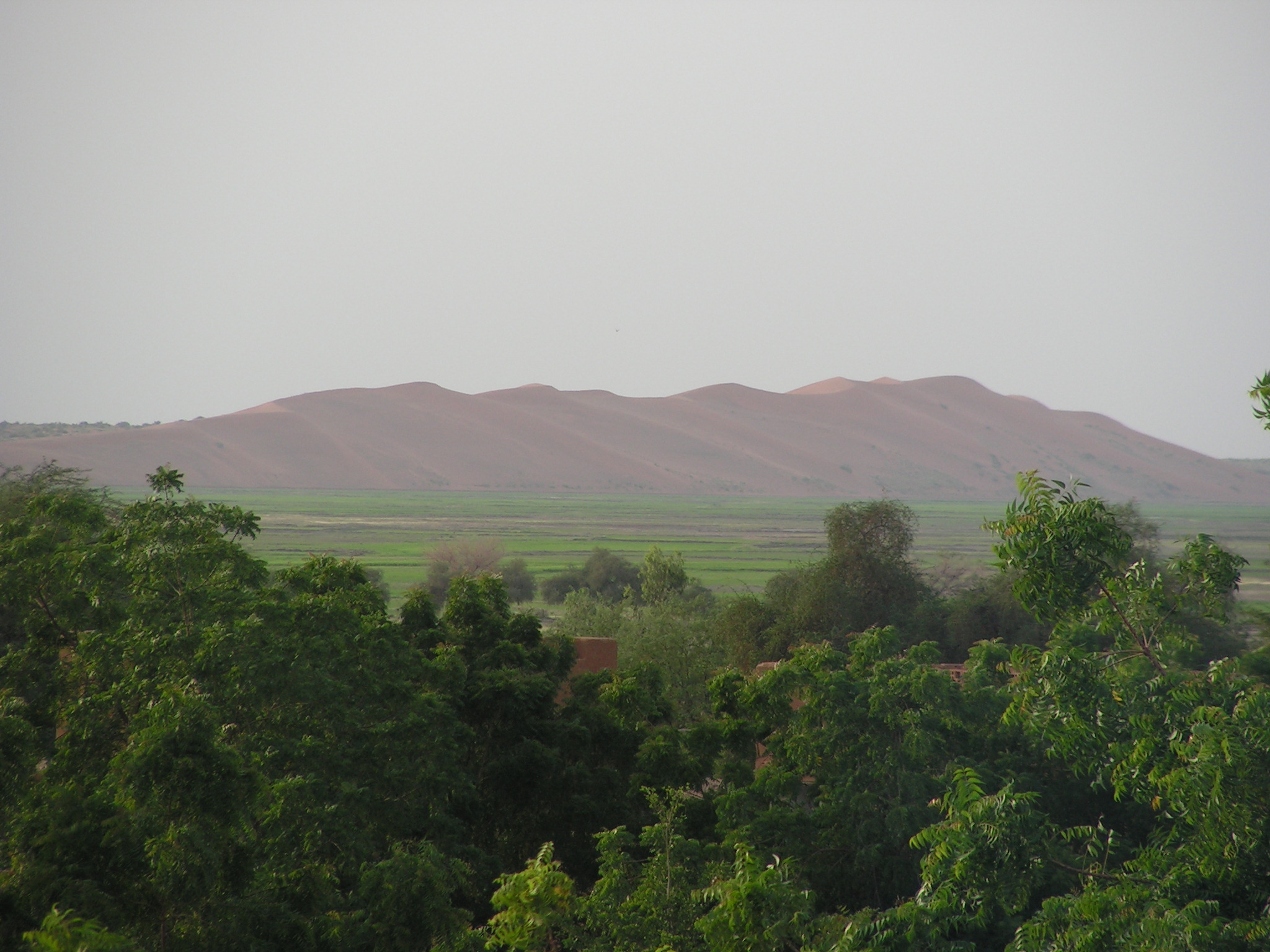
Widok z Grobowca Askii w Gao

La Dune Rose – wydma, atrakcja turystyczna miasta Gao w Mali. Nazwę swą zawdzięcza odcieniowi, który przybiera o świcie i zmierzchu. Znana też jako Koyma od małego miasta położonego u jej podstawy.